# Andethele lucma
Espèce
Andethele huanca est une espèce d'araignées mygalomorphes de la famille des Ischnothelidae.

## Distribution
Cette espèce est endémique du Pérou. Elle se rencontre dans les régions de Huancavelica et de Lima entre 2 900 et 3 250 m d'altitude.

## Description
La carapace du mâle holotype mesure 4,04 mm de long sur 3,39 mm.

## Étymologie
Son nom d'espèce lui a été donné en référence au lieu de sa découverte, Lucma.

## Publication originale
- Coyle, 1995 : A revision of the funnelweb mygalomorph spider subfamily Ischnothelinae (Araneae, Dipluridae). Bulletin of the American Museum of Natural History, no 226, p. 1-133 (texte intégral).